# Thérèse Fournier
Thérèse Fournier, née le 16 novembre 1980 à Paris, est une auteure-compositrice-interprète, écrivaine, humoriste et art-thérapeute française.

## Biographie

### Enfance et études
Elle veut être chanteuse très jeune mais son milieu socio-éducatif est hostile à ce projet. Thérèse passe un bac S et rentre à la fac d’Art du spectacle. Puis elle intègre un BTS audiovisuel option son et devient opérateur du son à Radio-France et France 3 en tant qu’intermittente du spectacle.

### La chanteuse

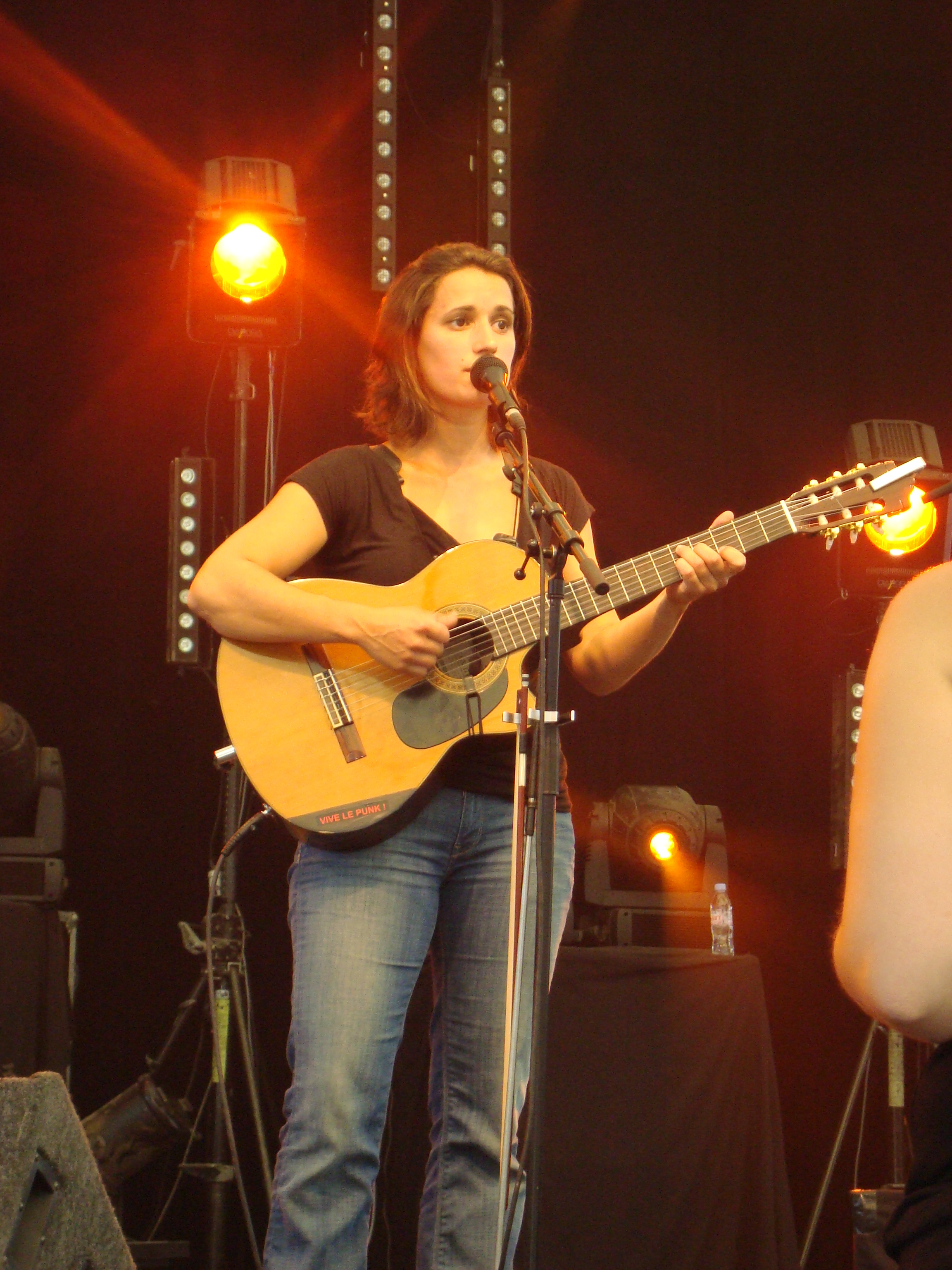
Thérèse, chanteuse au Festival de Poupet 2009

En 2002, Thérèse s’installe à Nantes et commence à chanter ses chansons avec sa guitare et son frère hautboïste, sur le Remblai des Sables-d'Olonne, puis dans des campings et des cafés concerts.
Hypersensible et avec des textes bien sentis, Thérèse fait preuve de beaucoup d’humour et a un esprit rock sur scène. Son public surnommera même sa guitare : la guitare punk, à la suite d'un concert donné avec les Hellscrack qui colleront un sticker « vive le punk » sur sa guitare classique. La chanteuse est tout terrain, se produisant aussi bien avec des groupes de rock que de métal ou de rap. Avec sincérité, elle a la faculté de capter le public et celui-ci ne s’ennuie pas. Elle se moque des conventions de la chanson française et aime la provocation.

### La maladie de Cushing
De 2012 à 2019, Thérèse disparaît brutalement du devant de la scène. Elle commence une formation d’art thérapie puis part vivre en Seine et Marne chez ses parents et subit un parcours médical douloureux. Elle a la maladie de Cushing.
Thérèse s’installe aux Sables d’Olonne en 2018, c’est là qu’elle est diagnostiquée par une médecin généraliste alors que son pronostic vital est engagé. Elle est opérée d’une tumeur à l’hypophyse en 2019. Elle est aujourd’hui en rémission et n'a pas eu d'enfants.

### Le livre: Poisson lune
Thérèse Fournier, de son nom d’autrice, donne des conférences, des témoignages chantés dans des événements handicap, sur le thème de la résilience. Elle dédicace dans les librairies et les salons du livre. Elle répond à de nombreuses interviews. On la voit sur France info. Au JT de France 3,. Au 13h de France 2 et dans l’émission « ça commence aujourd’hui » animée par Faustine Bollaert. Elle intervient sur le plateau du Magazine de la santé. Elle est invitée par Marina Carrère d’Encausse. Elle témoigne sur Vivre Fm. Elle passe en direct sur France bleu. Elle raconte son histoire sur Radio fidélité. Des personnes malades sont diagnostiquées et soignées à la suite des diffusions de son témoignage.

### Le retour sur scène: Chanteuse et comédienne

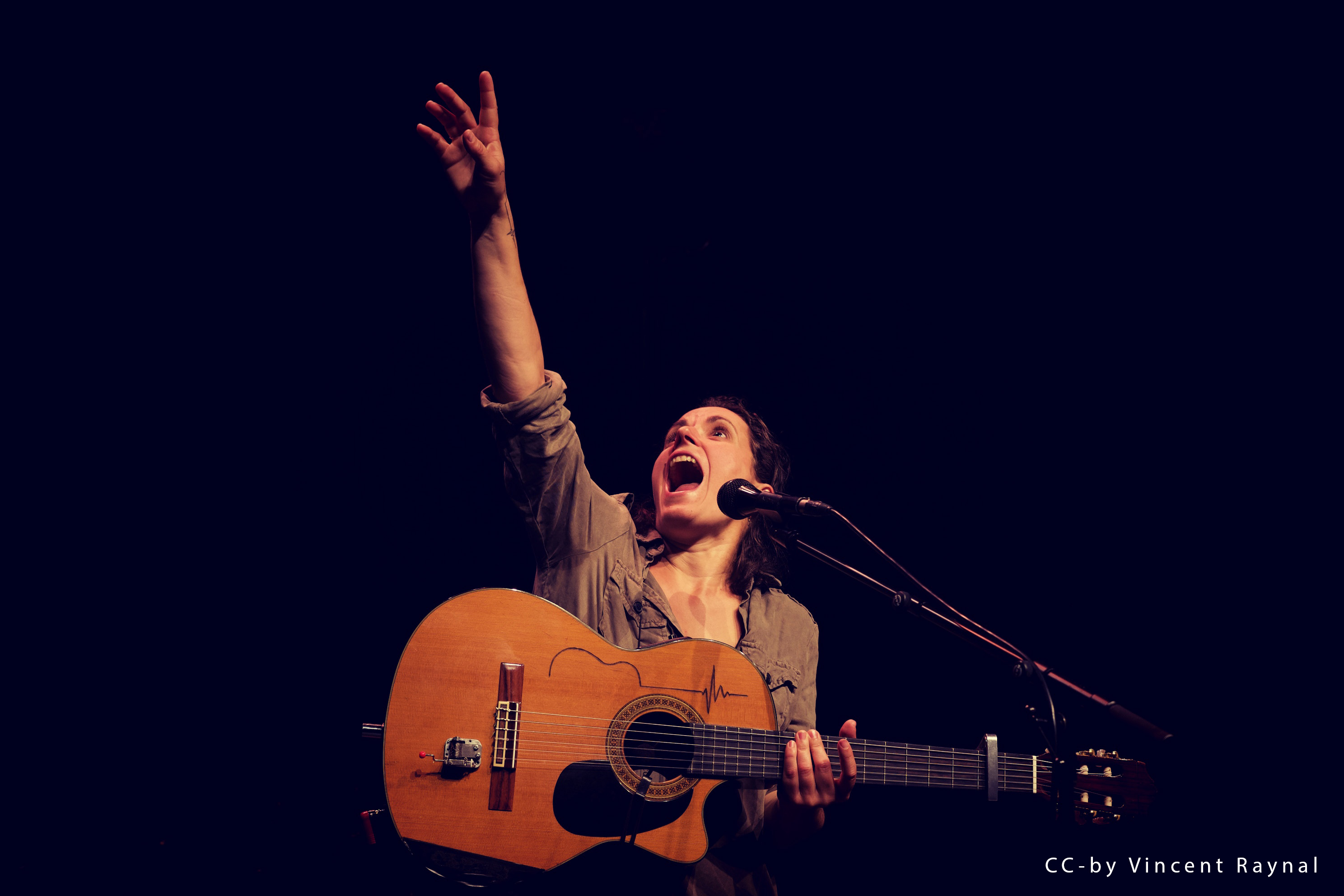
Thérèse en concert à Nantes 2020

En 2020, après 8 ans d’absence, Thérèse remonte sur scène avec ses nouvelles chansons et quelques anciennes étrangement prémonitoires, notamment « Ça pourrait être pire » qui raconte qu’elle aurait pu « avoir une maladie rare » ou « être internée ». Elle donne son premier concert entre deux confinements, lors du festival de l’association Chants Sons. Le concert est complet et se produit à guichet fermé.
Thérèse écrit de nouvelles chansons et retrouve son équipe : Philippe Chasseloup à la mise en scène, Mathieu Bourdeau au son et Florent Prin à la lumière. Elle travaille en résidence avec le soutien de La Bouche d’air à Nantes puis au Théâtre national de Rezé. Puis elle réalise une captation vidéo au Quai des arts à Pornichet.
Thérèse, la chanteuse retrouvée fait une tournée de concerts dans les institutions thérapeutiques auprès des personnes fragiles.
Elle fait un retour sur scène gagnant en septembre 2021 à Nantes. Elle annonce la sortie d’un EP de 4 chansons pour 2022 : Même pas mal.

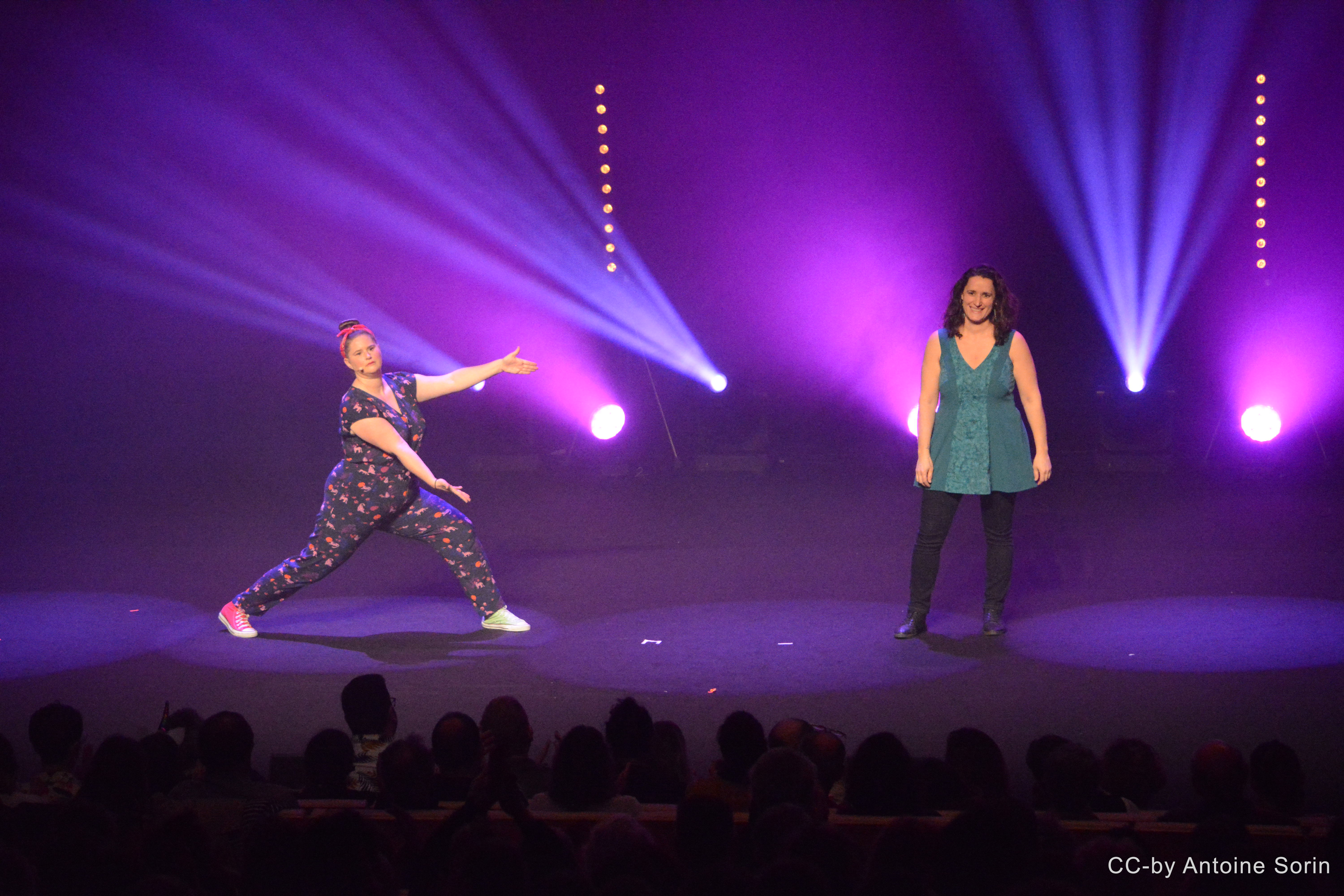
Thérèse sur scène avec Élodie Poux

En 2022, Thérèse se produit sur plusieurs premières parties de l'humoriste et chroniqueuse Élodie Poux, au Vendéspace, à La Rochelle ou encore à La cité des congrès de Nantes en mars 2022.
Thérèse fait la première partie au Zénith de Nantes Métropole en janvier 2023.En octobre 2023, Thérèse fait la première de son spectacle chanson et humour "Sans se cacher" à guichet fermé. Article France 3] Le spectacle est mis en scène par Yohann Metay et soutenu par Elodie Poux, qui chante une chanson avec Thérèse sur l'album Sans se cacher. Thérèse intègre la LIV (Ligue d'Improvisation Vendéenne), en tant que comédienne. Elle reprend ses activités de coach scénique et les ateliers d'écriture.
En 2024, Thérèse part en tournée pour une cinquantaine de dates dans toute la France jusqu'au festival off d'Avignon où elle se produira en juillet 2024 ,,. Le spectacle est accompagné d'un album portant le même titre et qui en est la bande originale,. Le spectacle Sans se cacher a du sucés en 2024 au Festival Off d'Avignon .

## Engagements
Elle passe son diplôme d’éducatrice en 2018 et anime des ateliers d’écriture Slam avec les jeunes adolescents de l’Aide Sociale à l’Enfance puis des ateliers de musique avec des jeunes autistes.
En 2019, elle devient bénévole au sein de l’association Surrénales. Une association de maladies rares et monte des groupes de travail pour mener des actions en faveur des patients et de l’information aux soignants. Elle s'engage également auprès du collectif inter hôpitaux : Soigner encore.
Thérèse se produit en concert pour des événements sur le handicap pour l’inclusion et le vivre ensemble . Elle chante dans les EHPAD, les hôpitaux et les institutions thérapeutiques.

## Discographie et Bibliographie
- 2005 : Libérez les marionnettes (album studio avec clip, produit par Barbaoute)[34].
- 2007 : Thérèse en concert (album live enregistré à la Boite en Zinc à Chanteix).
- 2008 : Ça pourrait être pire (album studio enregistré au Ballon Farm et produit par Indé prod et distribué par L’autre distribution).
- 2009 : Le pire contre attaque (DVD du spectacle filmé à Vallet avec les clips de ses chansons, produit par Indé prod).
- 2012 : Celui qu’il me faut (double album réalisé par Jonathan Verleysen et enregistré au Garage Hermétique, distribué par L’autre distribution).
- 2016 : Juliette, l’art d’être ressucyclable (Roman édité chez Ancre et plume).
- 2019 : Poisson lune, témoignage sur une maladie rare (édité en 2020 par Vents des lettres et traduit en portugais en 2021)[35].
- 2020 : Poisson lune, le conte pour enfants illustré par Norbert Pacorel ; édité par VDL[36].
- 2021 : Poisson lune, traduction portugaise par Nelson Haj Mussi, édité par VDL.
- 2022 : Même pas mal (EP arrangé par Jonathan Verleysen d'Elephanz, supervisé par Rodolphe Chaillou, mixé par Yves Jaget et masterisé par Vincent Louvet)[37]
- 2023 : Moon Fish, traduction anglaise de Poisson lune par Anne Bréchet, édité par VDL.
- 2023 : Les Cahiers de l'Ange Punk, préface de Claude Lemesle, édité par VDL.
- 2024 : Sans se cacher, album chanson et humour 15 mars 2024